# Schlattstall
Schlattstall ist ein Ortsteil der Gemeinde Lenningen im Landkreis Esslingen in Baden-Württemberg.

## Geographie

### Geographische Lage, Schutzgebiete
Der Ort liegt in einem Seitental am Ende des Lenninger Tals rund drei Kilometer südöstlich von Oberlenningen.

## Geschichte
1384 wurde Schlattstall erstmals als Schlatstal in einer Urkunde erwähnt, mit der die Herren von Sperberseck  Einkünfte aus einer Holzhalde und einer Wiese an eine Kirchheimer Klosterfrau verkauften. Die Geschichte Schlattstalls ist eng mit der Geschichte Oberlenningens verbunden. Der Ort gehörte zur Herrschaft der Herzöge von Teck und kam zusammen mit Oberlenningen und Gutenberg 1387 in den Besitz der Grafen von Württemberg. Mehrere adlige Familien besaßen Grundrechte im Ort, unter anderem die Herren von Sperberseck, die Schwenzlin von Hofen, die Herren von Randeck, die Kaib von Hohenstein und die Familie Speth. Ab 1808 gehörte Schlattstall zum Oberamt Kirchheim, das 1934 in Landkreis Kirchheim umbenannt und 1938 zum größten Teil in den Landkreis Nürtingen eingegliedert wurde. Im Zuge der Gemeindegebietsreform in Baden-Württemberg wurde Schlattstall am 1. Januar 1971 nach Oberlenningen eingemeindet.

## Sehenswürdigkeiten
- Lautermühle, eine ehemalige Mühle unterhalb der Quelle der Schwarzen Lauter bei Schlattstall
- Schlattstaller Goldloch, periodisch aktive Wasserhöhle